# 大同府

山西省の大同府の位置（1820年）

大同府（だいどうふ）は、中国にかつて存在した府。遼代から民国初年にかけて、現在の山西省大同市一帯に設置された。

## 概要
1044年（重熙13年）、契丹により雲州が大同府に昇格し、西京とされた。西京大同府は西京道に属し、大同・雲中・奉義・天成・長青・懐仁・懐安の7県と弘州に属する永寧・順聖の2県と徳州に属する宣徳県を管轄した。
金のとき、西京大同府は西京路に属し、大同・雲中・天成・白登・懐仁・懐安・宣寧の7県と奉義・安七疃・窟竜城の3鎮を管轄した。
1288年（至元25年）、元により西京大同府は大同路と改められた。大同路は中書省に属し、録事司と大同・白登・宣寧・懐仁・平地の5県と弘州と渾源州と応州に属する金城・山陰の2県と朔州に属する鄯陽・馬邑の2県と武州・豊州・東勝州・雲内州、合わせて1司5県8州州領4県を管轄した。
1369年（洪武2年）、明により大同路は大同府と改められた。大同府は山西省に属し、直属の大同・懐仁の2県と渾源州と応州に属する山陰県と朔州に属する馬邑県と蔚州に属する広霊・広昌・霊丘の3県、合わせて4州7県を管轄した。
清のとき、大同府は山西省に属し、大同・懐仁・山陰・陽高・天鎮・広霊・霊丘・渾源州・応州の2州7県を管轄した。
1913年、中華民国により大同府は廃止された。